# Milan Kajkl
Milan Kajkl (né le 14 mai 1950 à Pilsen et mort dans cette ville le 18 janvier 2014) est un joueur professionnel tchécoslovaque puis tchèque de hockey sur glace.
Il a gagné la médaille d'argent lors des Jeux olympiques de 1976.